# Süddeutsche Automobil-Fabrik Gaggenau
Die Süddeutsche Automobil-Fabrik, kurz auch SAF genannt, in Gaggenau war ein deutscher Automobilhersteller. Die Firma wurde im Jahr 1905 in der Rechtsform einer GmbH gegründet, die bis 1910 bestand und in der Benz & Cie. AG aufging. Der Produktionsstandort ist als Mercedes-Benz-Werk Gaggenau erhalten.

## Geschichte

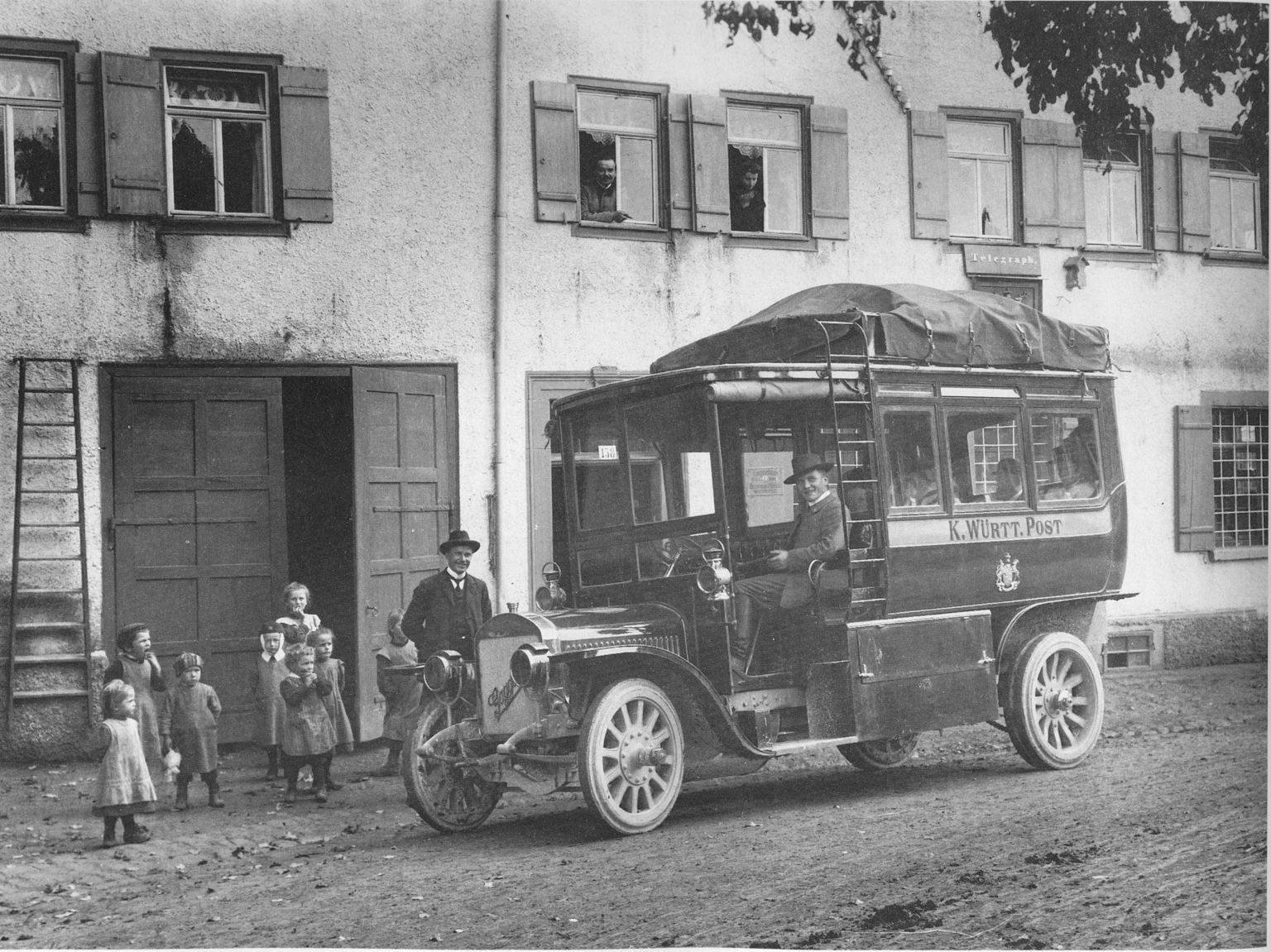
SAF-Bus für die Württembergische Post, 1909

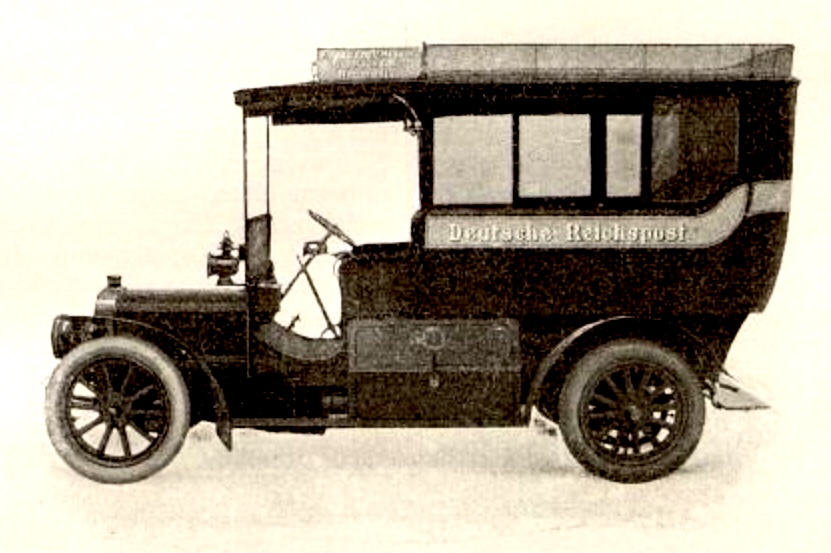
Postbus der Süddeutschen Automobil-Fabrik Gaggenau

1894 gründete Theodor Bergmann, zuvor Direktor der Eisenwerke Gaggenau, die Bergmann-Industriewerke in Ottenau mit Sitz in Gaggenau. Neben zahlreichen bereits bei den Eisenwerken angebotenen Industrieprodukten startete Bergmann auch die Automobilproduktion. Ab dem Jahr 1894 wurden nach den Plänen der Ingenieure Joseph Vollmer und Franz Knecht Personen-, Last- und Lieferwagen sowie ein 8-PS-Omnibus hergestellt. 1904 folgte ein Kleinwagen, der unter der Marke Liliput angeboten wurde. Der Verkaufserfolg blieb jedoch unter den Erwartungen.
1904 erwarb Georg Wiß das Kraftfahrzeuggeschäft der Firma, das 1905 als Süddeutsche Automobil-Fabrik GmbH verselbstständigt wurde und anschließend primär Nutzfahrzeuge baute. Verschiedene Omnibustypen wurden produziert, die erfolgreich besonders im Raum Baden-Baden eingesetzt wurden. 1905 baute SAF den ersten Großraum-Omnibus mit 52 Sitzplätzen für einen Berliner Verkehrsbetrieb. Anschließend wurde die erste „benzinautomobile“ Feuerspritze (Feuerwehrfahrzeug) der Welt gebaut.
In Gaggenau wurde 1906 auch das Fahrzeug zur ersten Afrika-Querung von Daressalam nach Swakopmund durch Paul Graetz gebaut. Es entstand auf Basis eines Omnibus-Fahrgestells mit einer Karosserie der Berliner Karosseriefabrik Neuss. Die Querung dauerte von 1907 bis 1909 und war erfolgreich.
Ab 1907 wurden auch Militärfahrzeuge mit 5 t Nutzlast, Telegrafenstangen- bzw. Langmaterial-Transporter gefertigt. Exportiert wurde ins europäische Ausland und nach Mittelamerika unter den Marken „Gaggenau“, „SAF“ und „SAG“.
Die SAF geriet jedoch bald in Schwierigkeiten wegen der zu breiten Produktpalette und den kostspieligen Innovationen; die geringen verkauften Stückzahlen hatten die Finanzdecke aufgebraucht. Es kam zu einer Annäherung an die Automobilfabrik Benz & Cie. in Mannheim, die langfristig einen Ausbau ihrer Lkw-Produktion beabsichtigte. Unter Einfluss der Rheinischen Kreditbank kam es 1907 zu einer vollständigen Übernahme durch die Benz & Cie. AG. Benz verfügte damit über eine große Produktpalette, der Lkw- und Omnibus-Bau wurde im SAF-Werk konzentriert. Die Mitarbeiterzahl in Gaggenau stieg auf 800 an.
Die Entwicklung mündete in die Umbenennung der SAF in die „Benz-Werke Gaggenau GmbH“ (zur Jahreswende 1910/1911). Zeitweise wurde für die Lastkraftwagen die Marke „Benz-Gaggenau“ verwendet. Das Benz-Werk in Gaggenau gehört seit 1926 zur Daimler-Benz AG, heute Daimler Truck AG.